# 16 Carriages (singel Beyoncé)
16 Carriages – jeden z dwóch pierwszych singli promujących ósmy album studyjny amerykańskiej piosenkarki Beyoncé pt. Cowboy Carter. Utwór został wydany 11 lutego 2024 wraz z piosenką „Texas Hold ’Em”.

## Wydanie i kompozycja
11 lutego 2024 Beyoncé na swoim Instagramie opublikowała zwiastun wideo ósmego albumu studyjnego i jednocześnie drugiego aktu trylogii albumów nagranych w czasie globalnej pandemii COVID-19. Tego samego dnia wydała dwa pierwsze single promujące album – „Texas Hold ’Em” oraz „16 Carriages”. Drugi z nich definiowany jest muzycznie jako ballada country. Twórcami utworu są: Beyoncé, Atia Boggs, Raphael Saadiq oraz Dave Hamelin. Chris Willman z tygodnika Variety stwierdził, że warstwa liryczna utworu „16 Carriages” można skojarzyć z piosenką „Daddy Lessons” z albumu Beyoncé pt. Lemonade ze względu na refleksyjną „jawną narrację o dorastaniu”. Gail Mitchell z magazynu Billboard napisała, że piosenka jest „wrażliwą, ale wzmacniającą balladą autobiograficzną” z „melodyjnym wokalem”.

## Notowania
| Notowania (2024)                                | Najwyższa pozycja |
| ----------------------------------------------- | ----------------- |
| Irlandia (IRMA)                                 | 57                |
| Kanada (Canada Hot 100)                         | 78                |
| Nowa Zelandia (RIANZ)                           | 9                 |
| Stany Zjednoczone (Billboard Hot 100)           | 38                |
| Stany Zjednoczone (Billboard Hot Country Songs) | 9                 |
| Świat (Billboard Global 200)                    | 56                |
| Wielka Brytania (OCC)                           | 44                |